# Joint

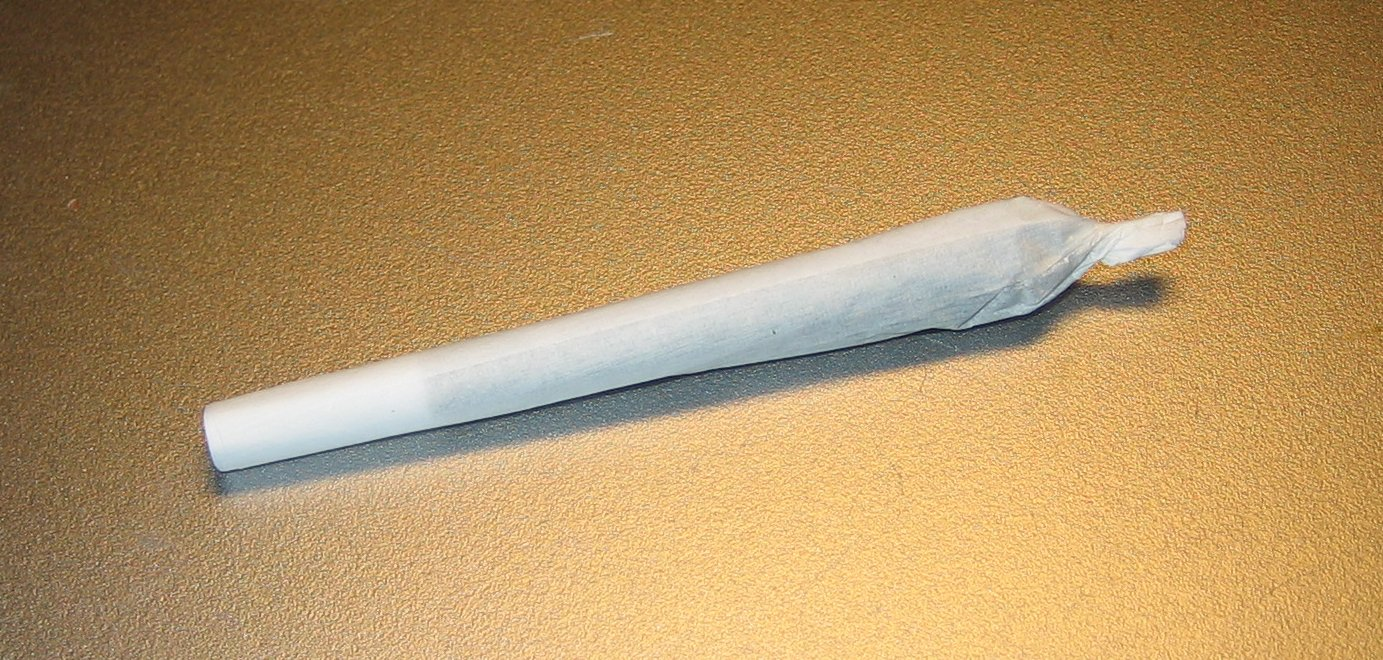
Un joint cu un conţinut de 0.7 grame.

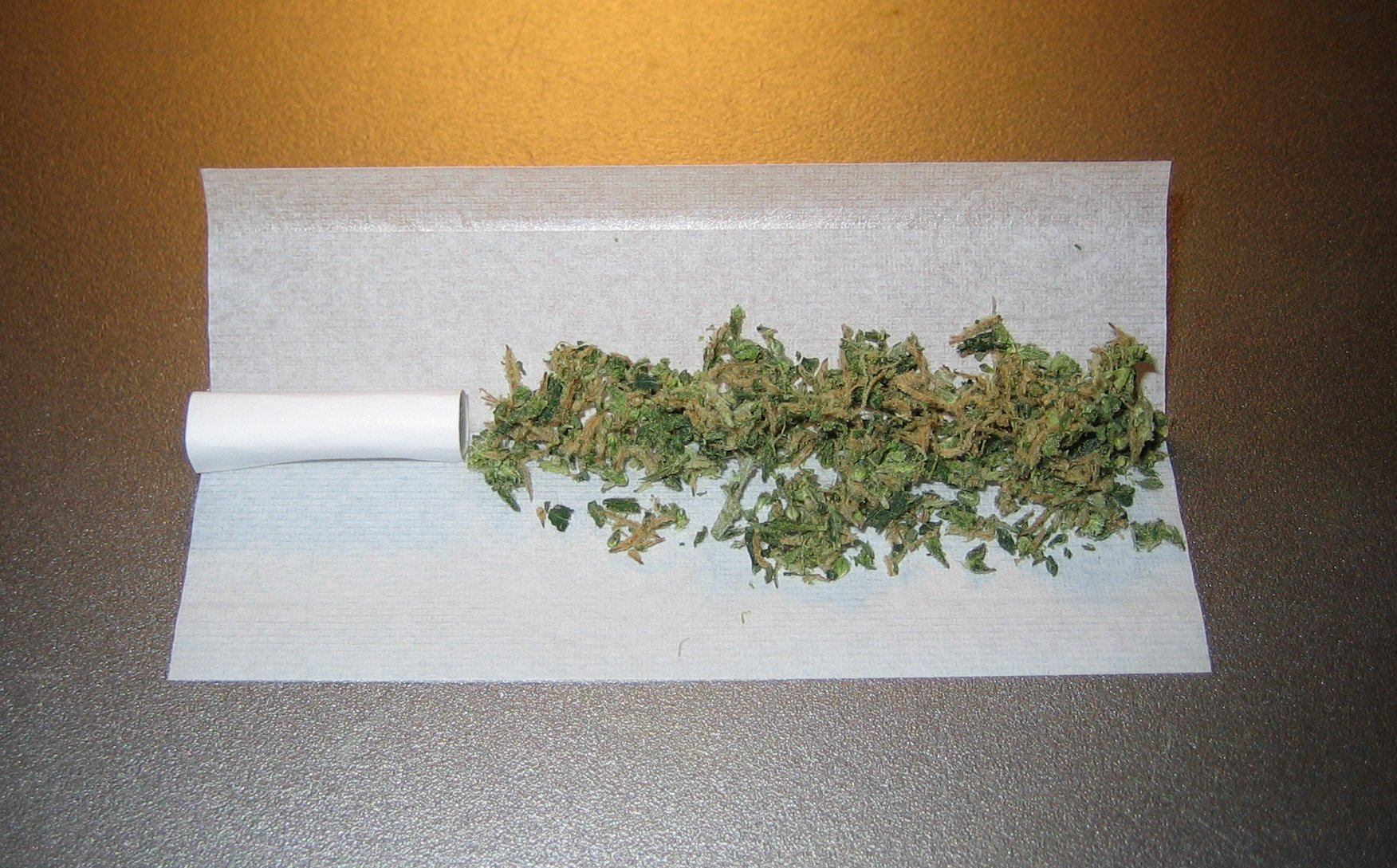
Un joint înainte de a fi rulat. A se observa filtrul de hârtie pe partea stângă.

Un joint este o țigară care conține cannabis. În Occident sunt rulate în general cu foițe de țigară, dar în țările mai puțin dezvoltate se mai folosesc și ziare, țigări cu tutunul scos, sau hârtie maronie. Recent, o inovație în rularea joint-urilor a fost introducerea foițelor transparente pe bază de celuloză.
În general, un joint conține între 0.25-0.50 grame de cannabis, dar poate varia mult în dimensiuni sau gramaj.

## Variații
Deși toate joint-urile conțin prin definiție cannabis, metodele de preparare diferă în funcție de regiune.
În Europa, și într-o măsură mai mică în Canada, joint-urile sau spliff-urile se rulează adesea cu un amestec de tutun și cannabis, și încorporează un filtru de hârtie sau carton. Acesta din urmă nu este un filtru propriu-zis, permițând doar răcirea fumului și prevenirea inhalării conținutului, dar fără a filtra fumul. În America de Nord, joint-urile se rulează în general fără tutun. Unii fumători amestecă hașiș cu tutun sau ierburi naturale lipsite de nicotină.

## Etimologie
Cuvântul „joint” este de proveniență franceză, unde reprezintă participiul verbului „joindre”, derivat la rândul sau din latinescul „iunctus”.
În jurul anului 1821, „joint” devenise un termen anglo-irlandez pentru o cameră anexă, sau separeu. In 1935, cuvântul se referea adesea la seringi folosite pentru heroină și alte droguri. Prima dată când a fost folosit cu sensul de „țigara de marijuana” a fost în 1938.
Există numeroase alte cuvinte care se referă la țigări din cannabis, precum „bifta”, „jay”, „doobie” sau, în România, „cui”, „gigi”, „johnny”, "iordan", "cozias", "fraier".